# Сазонова, Лидия Ивановна
Ли́дия Ива́новна Сазо́нова (род. 17 января 1947, Челябинск) — советский и российский литературовед, доктор филологических наук, лауреат премии имени А. Н. Веселовского (2017).

## Биография
Окончила Ленинградский государственный университет и аспирантуру Института русской литературы (Пушкинский Дом) Академии наук.
В 1973 году защитила кандидатскую диссертацию, тема «Древнерусская ритмическая проза XI—XIII вв.» (научный руководитель — академик Д. С. Лихачёв).
С 1976 года — работает в Институте мировой литературы имени А. М. Горького, с 1984 года — в Отделе теории литературы, с 1997 по 2003 годы заведовала сектором фундаментальных теоретических проблем; в 2006—2009 годы — руководитель Отдела теории литературы.
В 1990 году защитила докторскую диссертацию «Поэзия русского барокко в контексте культуры переходного периода от Средневековья к Новому времени».
С 1992 по 1993 год исполняла обязанности профессора РГГУ.
С 1995 по 2004 год преподавала в Библейско-богословском институте имени апостола Андрея.
Организатор ежегодных конференций по проблемам теории литературы «Михайловские чтения».

## Научная и общественная деятельность
Ведет научную работу в областях теории и истории литературы, исторической поэтики, сравнительного литературоведения, литературы русского Средневековья и раннего Нового времени в славянском и европейском контексте.
Опубликовала ряд работ о внутренних связях между культурной традицией Средневековья и барокко и литературой Нового времени.
Автор более 270 научных работ, в том числе четырёх монографий. Подготовила к изданию 14 книг, связанных с литературой и культурой Древней Руси и раннего Нового времени, а также теорией литературы.
Приглашенный профессор университетов Германии (Гейдельберг, Бонн) и Италии (Урбино, Милан, Флоренция).
С 1996 года — член Редакционного Совета издания «Труды Отдела древнерусской литературы» (Санкт-Петербург). Член Общества исследователей Древней Руси (Москва).
Выступала с докладами на пяти Международных съездах славистов (на IX, X, XII, XIII, XIV), а также на конференциях в различных странах.

## Публикации
статьи
- Летописный рассказ о походе Игоря Святославича на половцев в 1185 г. в обработке В. Н. Татищева // Труды Отдела древнерусской литературы. М.; Л.: Наука, 1970. — Т. 25. — С. 29-46.
- Принцип ритмической организации в произведениях торжественного красноречия старшей поры («Слово о Законе и Благодати» митрополита Илариона, «Похвала св. Симеону и св. Савве» Доментиана) // Труды Отдела древнерусской литературы. Л.: Наука, 1974. — Т. 28. — С. 30-46.
- Проложное изложение как литературная форма // Литературный сборник XVII века. Пролог. — М.: Наука, 1978. — С. 26-53
- Театральная программа XVII века «Алексей человек Божий» // Памятники культуры. Новые открытия. Ежегодник-1978. — М.: Наука, 1979. — С. 131—149.
- Украинские старопечатные предисловия конца XVI — первой половины XVII в. (борьба за национальное единство) // Тематика и стилистика предисловий и послесловий. — М.: Наука, 1981. — С. 129—152 (серия «Русская старопечатная литература XVI — перв. четв. XVIII в.»).
- Украинские старопечатные предисловия конца XVI — первой половины XVII в. (особенности литературной формы) // Тематика и стилистика предисловий и послесловий. — М.: Наука, 1981 (серия «Русская старопечатная литература XVI- перв. четв. XVIII в.»). — С. 153—187.
- Переводная художественная проза в России 30-60-х годов XVIII в. // Русский и западноевропейский классицизм. Проза. — М.: Наука, 1982. — С. 115—138.
- От русского панегирика XVII века к оде М. В. Ломоносова // Ломоносов и русская литература. — М.: Наука, 1987. — С. 103—126.
- Жанр «вертоградiв» у схiднослов’янському лiтературному барокко // Українське лiтературне барокко. Київ: Наукова думка, 1987. — С. 76-108.
- Поэтическое творчество Евфимия Чудовского // Slavia. 1987. — № 3. S. 243—252.
- Поэзия барокко в славянских странах в свете исторической поэтики // Славянские литературы. X Международный съезд славистов. София, сентябрь 1988. Доклады советской делегации. — М.: Наука, 1988. — С. 114—132.
- Новый опыт комментирования «Слова о полку Игореве» (фрагмент «соколъ въ мытехъ») // Слово о полку Игореве. Комплексные исследования. — М.: Наука, 1988. — С. 174—193 (совместно с М. А. Робинсоном).
- О драматургическом компоненте в одах Ломоносова // Литература и искусство в системе культуры. — М.: Наука, 1988. — С. 368—374.
- Поэт и сад (из истории одного топоса) // Folia litteraria Acta Uniwersitatis Lodziensis. 22. Studia z literatury rosyjskiej i radzieckiej. Lόdź, 1988. S. 17-45.
- Мнимая и реальная историческая действительность эпохи создания «Слова о Законе и Благодати» Илариона // Вопросы литературы. 1988. — № 12. — С. 151—175 (совместно с М. А. Робинсоном).
- Идейно-эстетическое значение «мысленного сада» в русском барокко // Развитие барокко и зарождение классицизма в России XVII — начала XVIII в. — М.: Наука, 1989. — С. 71-103.
- От басни барокко к басне классицизма // Развитие барокко и зарождение классицизма в России XVII — начала XVIII в. — М.: Наука, 1989. — С. 118—148.
- Средневековая традиция в поэзии русского барокко // Ricerche slavistiche. La percezione del Medioevo nell' epoca del Barocco: Polonia, Ucraina, Russia. Vol. XXXVII-1990. Roma, 1991. P. 385—404.
- Идея пути в древнерусской литературе // Russian Literature. 1991. — № 4 (29). P. 471—487.
- Библия в зеркале русской поэзии XVII века // Biblia a kultura Europy. Łódż:, 1992. T. 2. S. 184—194.
- О судьбе гуманитарной науки в 20-е годы (По письмам В. Н. Перетца М. Н. Сперанскому) // Труды Отдела древнерусской литературы. Л., 1993. — Т. 48. — С. 458—471 (совместно с М. А. Робинсоном).
- Восточнославянские академии XVI—XVIII веков в контексте европейской академической традиции // Славяноведение. 1995. — № 3. — С. 45-61.
- Служение науке: памяти А. В. Михайлова // Контекст — 1994/1995. М., 1996. — С. 8-15.
- Zur Entstehung der Akademien in Russland (17.-18. Jh.) // Europäische Sozietätsbewegung und demokratische Tradition. Die europäischen Akademien der Frühen Neuzeit zwischen Frührenaissance und Spätaufklarung / Hrsg. von K. Garber und H. Wisman. Tübingen: Max Niemeyer, 1996. Bd. 2. S. 966—992 (Frühe Neuzeit: Bd. 27).
- Миф о дьяволе в романе М. А. Булгакова «Мастер и Маргарита» // Труды Отдела древнерусской литературы. К 90-летию акад. Д. — С. Лихачева. СПб.: Дмитрий Буланин, 1997. — Т. 50. С.763-784.
- Изучение литературы русского Средневековья и идеологизированная методология // Освобождение от догм. История русской литературы и пути изучения. — М.: Наследие, 1997. — Т. 1. — С. 159—178.
- Космос смысла. Александр Михайлов: жизнь в слове // Книжное обозрение «Ex libris НГ». 11 марта 1998. — № 9 (30). — С. 3.
- Литургия и современная мистерия у М. Булгакова (к анализу романа «Мастер и Маргарита») // Literatura a liturgia. Księga referatów międzynarodowej sesji naukowej. Lódż, 14-17 maja 1996. — Lódż, 1998. — S. 172—184.
- Литература средневековой Руси в контексте Slavia Orthodoxa: теоретические и методологические проблемы исследования жанров // Славянские литературы. Культура и фольклор славянских народов. XII Международный съезд славистов. — М.: Наследие, 1998. C. 5-21.
- Переводной роман в России XVIII века: в круге масонского чтения // Traduzione e rielaborazione nelle letterature di Polonia Ucraina e Russia XVI—XVIII secolo / A cura di G. Brogi Bercoff, M. Di Salvo, L. Marinelli. Milano, 1999. — S. 421—455.
- Переводной роман в России XVIII века как ars amandi // XVIII век. Сб. 21. Памяти П. Н. Беркова. СПб.: Наука, 1999. — С. 127—139.
- Эмблематика и изобразительные мотивы в «Повестях Белкина» // Повести Белкина. Научное издание. — М.: ИМЛИ РАН, 1999. C. 510—534.
- Литературная родословная гоголевской птицы-тройки // Известия АН. Серия литературы и языка. 2000. — Т. 59. — № 2. — С. 23-30.
- Симеон Полоцкий и Велимир Хлебников (К общим риторическим моделям барокко и авангарда) // Gedächtnis und Phantasma / Festschrift für R. Lachmann / Die Welt der Slaven. Sammelbände-Сборники. München, 2001. Bd. 13. S. 390—400.
- Общеевропейские черты восточнославянского барокко. Из наблюдений над поэтикой: acumen, poesia artificiosa, emblema, picta poesis // Славяноведение. 2002. — № 2. — С. 98-110.
- Кросс-культурные процессы в Европе: на материале книг кириллической печати второй половины XVI в. // Литература, культура и фольклор славянских народов. XIII Международный съезд славистов (Любляна, август 2003). Доклады российской делегации / Отв. ред. Л. И. Сазонова. — М.: ИМЛИ РАН, 2002. — С. 74-93.
- The symbolical allegorisation of Alexis, Man of God, in the Baroque drama of the Eastern Slavs // Theatre et drame musical. Revue europeenne bilingue. Paris, 2003, № 3. P. 61-69.
- Жанры литературы средневековой Руси как историко-культурная реальность // Теория литературы. Роды и жанры (основные проблемы в историческом освещении). — Т. 3. — М.: ИМЛИ РАН, 2003. — С. 158—181.
- Книги кириллической печати во второй половине XVI века между Римом и Москвой // Гусева А. А Издания кирилловского шрифта второй половины XVI века: Сводный каталог / Под общей ред. Л. И. Сазоновой. Кн. 1-2. — М.: Индрик, 2003. — С. 1242—1270.
- Академик Дмитрий Сергеевич Лихачев (100-летию со дня рождения) // Известия РАН. Серия литературы и языка. 2006. — Т. 65. — № 6. — С. 3-15 (совместно с М. А. Робинсоном).
- Формирование художественного языка барокко у восточных славян как проявление общеевропейских культурных процессов // Письменность, литература и фольклор славянских народов. XIV Международный съезд славистов. — М.: Индрик, 2008. — С. 274—292.
- Rhetorik als ‚Grammatik’ des Hofzeremoniells und die Entstehung der Gattungen in der russischen Literatur des 17. Jahrhunderts // Rhetorik als kulturelle Praxis / Hrsg. R. Lachmann, R. Nicolosi, S. Strätling. München, 2008. S. 143—150.
- Свадебное приветствие царю Алексею Михайловичу в Чине бракосочетания (1671 г.) // Поэтика русской литературы в историко-культурном контексте. Новосибирск: Наука, 2008. — С. 233—244.
- Гетман Иван Мазепа как герой и антигерой литературы барокко // Белоруссия и Украина. История и культура. Ежегодник 2005/2006. — М.: Индрик, 2008. — С. 88-126.
- «Стиходей мазепинского времени» Иван Величковский // Nel mondo degli Slavi. Incontri e dialoghi tra culture. Studi in onore di G. Brogi Bercoff / A cura di M. Di Salvo, G. Moracci, G. Siedina. Firenze, 2008. P. 227—243.
- Немецко-русский филолог-переводчик Яков Родде // Die slavischen Grenzen Mitteleuropas: Festschrift für S. Bonazza zum 70.Geburtstag. / Hrsg. von S. Aloe. München, 2008 (Die Welt der Slaven. Sammelbände. Сборники; Bd. 34). S. 173—179.
- Теоретические основания трудов Д. С. Лихачева по истории литературы и культуры // Труды Отделения историко-филологических наук РАН. 2007. М., 2009. — С. 314—330.
- Carte de Tendre в контекстах русской литературы // Вестник истории, литературы, искусства. М., 2009. — Т. 6. — С. 133—148.
- Отражение церковных песнопений в панегирических контекстах «Рифмологиона» Симеона Полоцкого // Bibel, Liturgie und Frömmigkeit in der Slavia Byzantina. Festgabe für H. Rothe zum 80. Geburtstag / Hrsg. von D. Christians, D. Stern und V.S. Tomelleri. München, Berlin, 2009. S. 487—501 (=Studies on Language and Culture in Central and Eastern Europe. Bd. 3).
- Александр Михайлов: Жизнь в слове // Теодор Адорно. Избранное: Социология музыки. — М.: РОССПЭН, 2009. — С. 428—433.
- Средневековый мотив богородичного чуда в повести Н. В. Гоголя «Портрет» // Славяноведение. 2010. — № 2. — С. 79-89.
- Вести-Куранты. 1656 г., 1660—1662 гг., 1664—1670 гг. — Т. VI. Ч. 1. Русские тексты. М., 2009. 856 с. Ч. 2. Иностранные оригиналы к русским текстам. М., 2008. 648 с. // Известия РАН. Серия литературы и языка. 2010. — Т. 69. — № 4. — С. 40-47.
- Освоение русской литературой языка куртуазности: Из словаря ars amandi // Мультилингвизм и генезис текста. — М.: ИМЛИ РАН, 2010. — С. 163—177.
- Григор Нарекаци и митрополит Иларион: в ареале византийской духовности // Григор Нарекаци и духовная культура Средневековья. — М.: Mediacrat, 2010.
- Православная литургия в поэтическом творчестве Симеона Полоцкого // Сімяон Полацкі: светапогляд, грамадска-палітыграмадска-палітычная і літаратурная дзейнасць (матэрыялы ІІІ Міжнароднай навуковай канферэнцыі 19-20 лістапада 2009 г.). Полацк, 2010. — С. 173—195.
- Земляк Гоголя, «стиходей» Иван Величковский (Поэт и поэтика) // Текст славянской культуры. К юбилею Л. А. Софроновой. — М.: Институт славяноведения РАН, 2011. — С. 368—386.
- Н. Н. Глубоковский: у истоков научного описания церковнославянских рукописных и старопечатных книг в Швеции // Schnittpunkt Slavistik: Ost und West im wissenschaftlichen Dialog. Festgabe fur Helmut Keipert zum 70. Geburtstag / Hrsg. von I. Podtergera, Gottingen: Vandenhoeck & Ruprecht Verlag (Unipress Bonn), 2011 (совместно с М. А. Робинсоном).
- [Комментарии:] Ломоносов М. В. Краткое руководство к красноречию. Книга первая, в которой содержится Риторика // Ломоносов М. В. Полное собрание сочинений. — М.: Наука, 2011. — Т. 7. — С. 662—718.
- Сказание о Наполеоне-антихристе: старообрядческий вариант антинаполеоновского мифа // Славяноведение. 2012. — № 2. — С. 41-61.

монографии
- Карион Истомин. Книга Любви знак в честен брак. — М.: Книга, 1989. — 111 c. ISBN 5-212-00166-8
- Поэзия русского барокко (вторая половина XVII — начало XVIII в.) / Отв. ред. А. Н. Робинсон. М.: Наука, 1991. — 263 с. ISBN 5-02-011461-8[3]
- Литературная культура России, Раннее Новое время. М.: Языки славянских культур, 2006. — 896 с. — (Studia philologica). ISBN 5-9551-0156-X
- Память культуры. Наследие Средневековья и барокко в русской литературе Нового времени / Отв. ред. А. Л. Топорков. М.: Рукописные памятники Древней Руси, 2012. — 472 с. — (Studia philologica). ISBN 978-5-9551-0516-1 , ISSN 1726-135X

составление и редакция
- Слово о полку Игореве. 800 лет / Составитель Л. И. Сазонова. Редколлегия: Д. С. Лихачев, Л. А. Дмитриев, А. Н. Робинсон, О. В. Творогов. — М.: Советский писатель, 1986.
- Мюллер Л. Понять Россию: историко-культурные исследования / Составитель Л. И. Сазонова. Авторизованные переводы с немецкого языка / Под общей ред. А. Б. Григорьева и Л. И. Сазоновой. — М.: Прогресс-Традиция, 2000.
- Литература, культура и фольклор славянских народов. XIII Международный съезд славистов (Любляна, 2003). Доклады российской делегации / Отв. ред. Л. И. Сазонова. — М.: ИМЛИ РАН, 2002.
- Литература, культура и фольклор славянских народов. К XIII Международному съезду славистов. Материалы конференции / Отв. ред. Л. И. Сазонова. — М.: ИМЛИ РАН, 2002.
- Теория литературы. Роды и жанры литературы (основные проблемы в историческом освещении). Т. 3 / Отв. ред. Л. И. Сазонова. — М.: ИМЛИ РАН, 2003.
- Гусева А.А Издания кирилловского шрифта второй половины XVI века: Сводный каталог / Под общ. ред. Л. И. Сазоновой. Кн. 1-2. — М.: Индрик, 2003.
- Михайлов А. В. Методы и стили литературы / Редактор-составитель, автор послесловия и комментариев Л. И. Сазонова. — М.: ИМЛИ РАН, 2008.
- Письменность, литература и фольклор славянских народов. XIV Международный съезд славистов (Охрид, 10-16 сентября 2008 г.). Доклады Российской делегации / Отв. ред. Л. И. Сазонова (совместно с А. М. Молдованом). — М.: Индрик, 2008. — 504 с.

## Избранные статьи и рецензии
- Сазонова Л. И. Рец. на кн.: Летописец небесных зна́мений: лицевой рукописный сборник XVII века из собрания Библиотеки Российской академии наук. В 2 т. / Изд. подгот. Г. В. Маркелов и А. В. Сиренов. — СПб.: Изд. Пушкинского Дома, 2018. — ISBN 978-5-87781-060-0 // Studia Litterarum. Научный филологический журнал Института мировой литературы имени А. М. Горького РАН. 2020. Т. 5. № 1. С. 354—369.

## Награды
- Премия имени А. Н. Веселовского (2017) — за первое академическое исследование и издание геральдико-эмблематической поэмы Симеона Полоцкого «Орел Российский»[2]